# Пойен (Арканзас)
Пойен (англ. Poyen, Arkansas) — город, расположенный в округе Грант (штат Арканзас, США) с населением в 272 человека по статистическим данным переписи 2000 года.

## География
По данным Бюро переписи населения США город Пойен имеет общую площадь в 0,52 квадратных километров, водных ресурсов в черте населённого пункта не имеется.
Пойен расположен на высоте 70 метров над уровнем моря.

## Демография
По данным переписи населения 2000 года в Пойене проживало 272 человека, 82 семьи, насчитывалось 106 домашних хозяйств и 112 жилых домов. Средняя плотность населения составляла около 453,3 человека на один квадратный километр. Расовый состав Пойена по данным переписи распределился следующим образом: 95,23 % белых, 1,84 % — чёрных или афроамериканцев, 0,74 % — коренных американцев, 0,74 % — представителей смешанных рас, 1,47 % — других народностей. Испаноговорящие составили 1,84 % от всех жителей города.
Из 106 домашних хозяйств в 33,0 % — воспитывали детей в возрасте до 18 лет, 58,5 % представляли собой совместно проживающие супружеские пары, в 14,2 % семей женщины проживали без мужей, 22,6 % не имели семей. 21,7 % от общего числа семей на момент переписи жили самостоятельно, при этом 11,3 % составили одинокие пожилые люди в возрасте 65 лет и старше. Средний размер домашнего хозяйства составил 2,57 человек, а средний размер семьи — 2,99 человек.
Население города по возрастному диапазону по данным переписи 2000 года распределилось следующим образом: 25,7 % — жители младше 18 лет, 7,7 % — между 18 и 24 годами, 29,8 % — от 25 до 44 лет, 25,0 % — от 45 до 64 лет и 11,8 % — в возрасте 65 лет и старше. Средний возраст жителей составил 36 лет. На каждые 100 женщин в Пойене приходилось 100,0 мужчин, при этом на каждые сто женщин 18 лет и старше приходилось 90,6 мужчин также старше 18 лет.
Средний доход на одно домашнее хозяйство в городе составил 30 625 долларов США, а средний доход на одну семью — 37 500 долларов. При этом мужчины имели средний доход в 27 813 долларов США в год против 20 313 долларов среднегодового дохода у женщин. Доход на душу населения в городе составил 13 835 долларов в год. 2,8 % от всего числа семей в округе и 4,3 % от всей численности населения находилось на момент переписи населения за чертой бедности, при этом 5,1 % из них были моложе 18 лет и 3,6 % — в возрасте 65 лет и старше.